# Veuve mais pas trop
Pour plus de détails, voir Fiche technique et Distribution.
Veuve mais pas trop (Married to the Mob) est un film américain réalisé par Jonathan Demme et sorti en 1988.

## Synopsis
Un agent du FBI, Mike Downey, veut infiltrer une famille de la mafia. Une chance semble lui sourire quand Angela de Marco essaie de quitter le style de vie de ses proches après le meurtre de son mari, le gangster Frank de Marco. 
Tout va se corser quand le chef de la mafia, Tony « The Tiger » Russo, qui a tué le mari d'Angela parce qu'il s'approchait de sa maîtresse, s'approche lui-même de très près d'Angela. Connie Russo, l'épouse de Tony, soupçonne quelque chose. Mais l'agent du FBI, non plus, n'est pas indifférent à la veuve éplorée.

## Fiche technique
- Titre francophone : Veuve, mais pas trop...
- Titre original : Married to the Mob
- Réalisation : Jonathan Demme
- Assistant réalisateur : Ron Bozman
- Scénario : Barry Strugatz (en) et Mark R. Burns
- Musique : David Byrne
- Photographie : Tak Fujimoto
- Montage : Craig McKay
- Costumes : Colleen Atwood
- Production : Ron Bozman, Edward Saxon, Kenneth Utt et Michael A. Cherubino (non crédité)
- Producteurs exécutifs : Joel Simon et Bill Todman Jr.
- Sociétés de production : Orion Pictures et Mysterious Arts
- Société de distribution : Orion Pictures
- Format : couleur - son Dolby SR - format 35 mm
- Genre : comédie, film de gangsters
- Durée : 103 minutes
- Date de sortie : 
  - États-Unis : 1988
  - France : 18 janvier 1989[1]

## Distribution
- Matthew Modine (VF : Jean-François Vlérick) : Mike Downey
- Michelle Pfeiffer (VF : Maïk Darah) : Angela de Marco
- Mercedes Ruehl (VF : Élisabeth Wiener) : Connie Russo
- Dean Stockwell (VF : Jacques Thébault) : Tony « The Tiger » Russo
- Alec Baldwin (VF : Olivier Destrez) : « Cucumber » Frank de Marco
- Paul Lazar : Tommy Boyle
- Charles Napier (VF : François Jaubert) : Ray, le coiffeur d'Angela
- Joan Cusack (VF : Hélène Chanson) : Rose
- Ellen Foley : Theresa
- O-Lan Jones : Phyllis
- Oliver Platt (VF : Jacques Bouanich) : Ed Benitez
- Frank Ferrara : Vinnie « The Slug »
- Frank Gio : Nick « The Snake »
- Gary Howard Klar : Al « The Worm »
- Nancy Travis (VF : Laurence Crouzet) : Karen Lutnick
- Chris Isaak : le clown
- Roma Maffia (VF : Hélène Chanson) : la cliente d'Angie
- Sister Carol East (VF : Émilie Benoît) : Rita Harcourt
- David Johansen (VF : Julien Thomast) : le prêtre
- Obba Babatundé (VF : Georges Berthomieu) : le visage de la justice
- Tracey Walter (VF : Marc Alfos) : « Chicken » Lickin
- Trey Wilson (VF : Jean Lagache) : Franklin
- Al Lewis (VF : Henri Labussière) : l'oncle Joe Russo
- Gary Goetzman : le pianiste
- Colin Quinn : l'inspecteur de la brigade criminelle
- Kenneth Utt : l'agent du FBI
- Ellie Cornell : la journaliste autoritaire
- Todd Solondz : le journaliste bizarre
- Joe Spinell : Leonard « Tiptoes » Mazzilli

## Bande originale
La bande son du film contient des chansons de Sinéad O'Connor, New Order (Bizarre Love Triangle), Chris Isaak, Debbie Harry, Ziggy Marley, Tom Tom Club, Q Lazzarus, The Feelies et Brian Eno.

## Distinctions
Le film a obtenu les récompenses ou nominations suivantes :
- Kansas City Film Critics Circle en 1989 : meilleur second rôle pour Dean Stockwell, partagé avec Martin Landau pour Tucker (Tucker: The Man and His Dream, 1988) et Tom Cruise pour Rain Man (1988) ;
- National Society of Film Critics en 1989 : meilleur second rôle masculin pour Dean Stockwell, partagé avec Tucker (1988) et meilleur second rôle féminin pour Mercedes Ruehl ;
- New York Film Critics Circle en 1988 : meilleur second rôle pour Dean Stockwell, partagé avec Tucker (1988).
- nommé aux Golden Globes en 1989 dans la catégorie de la meilleure actrice dans une comédie pour Michelle Pfeiffer ;
- nommé aux Oscars en 1988 dans la catégorie du meilleur second rôle pour Dean Stockwell ;
- nommé aux Artios de la Casting Society of America en 1989 dans la catégorie de la meilleure distribution dans une comédie pour Howard Feuer (en) ;
- nommé aux Young Artist Awards en 1990 dans la catégorie du meilleur jeune acteur en faveur de Cory Danziger.